# Observatoire météorologique
Pour les articles homonymes, voir Observatoire (homonymie).

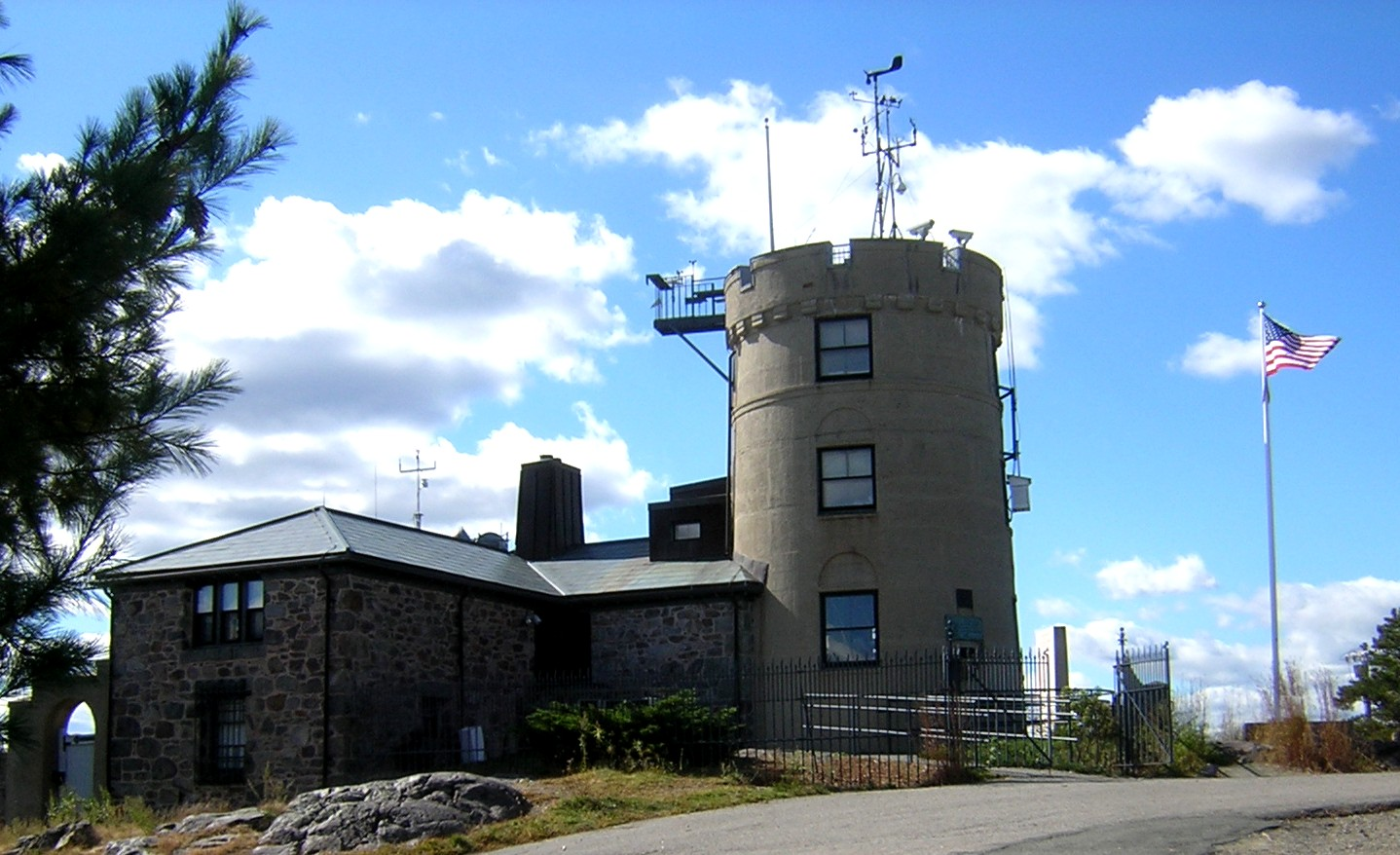
Observatoire météorologique de Blue Hill, États-Unis.

Un observatoire météorologique est un lieu utilisé pour observer et étudier les phénomènes atmosphériques avec des instruments non disponibles dans une station météorologique standard. En plus des paramètres habituels de température, humidité, vent, couvert nuageux et précipitations, les observatoires peuvent être le site de mesures des composantes atmosphériques spécifiques (aérosols, CO2, ozone, etc.), de radars météorologiques, d'observations solaires ou magnétiques. On peut aussi y faire des tests sur des appareils de mesure en développement, des matériaux et des vêtements dans des conditions difficiles, etc.
Les observatoires météorologiques sont souvent reliés à des centres universitaires ou gouvernementaux de recherche dans le domaine et ils ont un personnel sur place, contrairement à une station météorologique automatique (ex. Observatoire météorologique du haut Peissenberg,). Plusieurs observatoires font parties de réseaux comme le Global Atmosphere Watch (DWA). Certains aussi sont devenus le point de départ du réseau de prises de données météorologiques dans un pays, comme l'observatoire de Montsouris en France, et même le quartier-général d'un service météorologique comme l'Observatoire de Hong Kong.